# Episodi de La famiglia della giungla (terza stagione)
Questa voce riassume la terza stagione della serie animata La famiglia della giungla, trasmessa dal 12 settembre 2000 al 14 maggio 2001 dall'emittente televisiva statunitense Nickelodeon.

## Episodi
1. Dragon Me Along  (9/12/2000)
2. Time Flies  (9/19/2000)
3. Horse Sense  9/26/2000
4. Tyler Tucker, I Presume  (10/2/2000)
5. Critical Masai  (10/3/2000)
6. Queen of Denial  (10/4/2000)
7. Island Trade  (10/5/2000)
8. Birthday Quake  (10/6/2000)
9. The Legend of Ha Long Bay  (10/10/2000)
10. Spirited Away  (10/28/2000)
11. Family Tradition  (11/22/2000)
12. Happy Old Year  (12/27/2000)
13. Happy Campers  (12/30/2000)
14. All Work and No Play  (1/12/2001)
15. New Territory  (1/12/2001)
16. Operation Valentine  (2/14/2001)
17. Hello, Dolphin!  (2/19/2001)
18. April Fool's Day  (4/1/2001)
19. Gem of a Mom  (5/10/2001)
20. The Anniversary  (5/14/2001)